# Proserpinus flavofasciata
The Yellow-banded Day Sphinx (Proserpinus flavofasciata) là một loài hawk moth which occurs at the edges of, và in clearings in, boreal và mountain forests across Canada, as far south as Maine và Massachusetts in the east and as far north as Alaska in the west. Nó phổ biến hơn ở phía tây của phạm vi phân bố.
Loài bướm bay ngày. Nhộng qua mùa đông dưới đất.

## Sự miêu tả

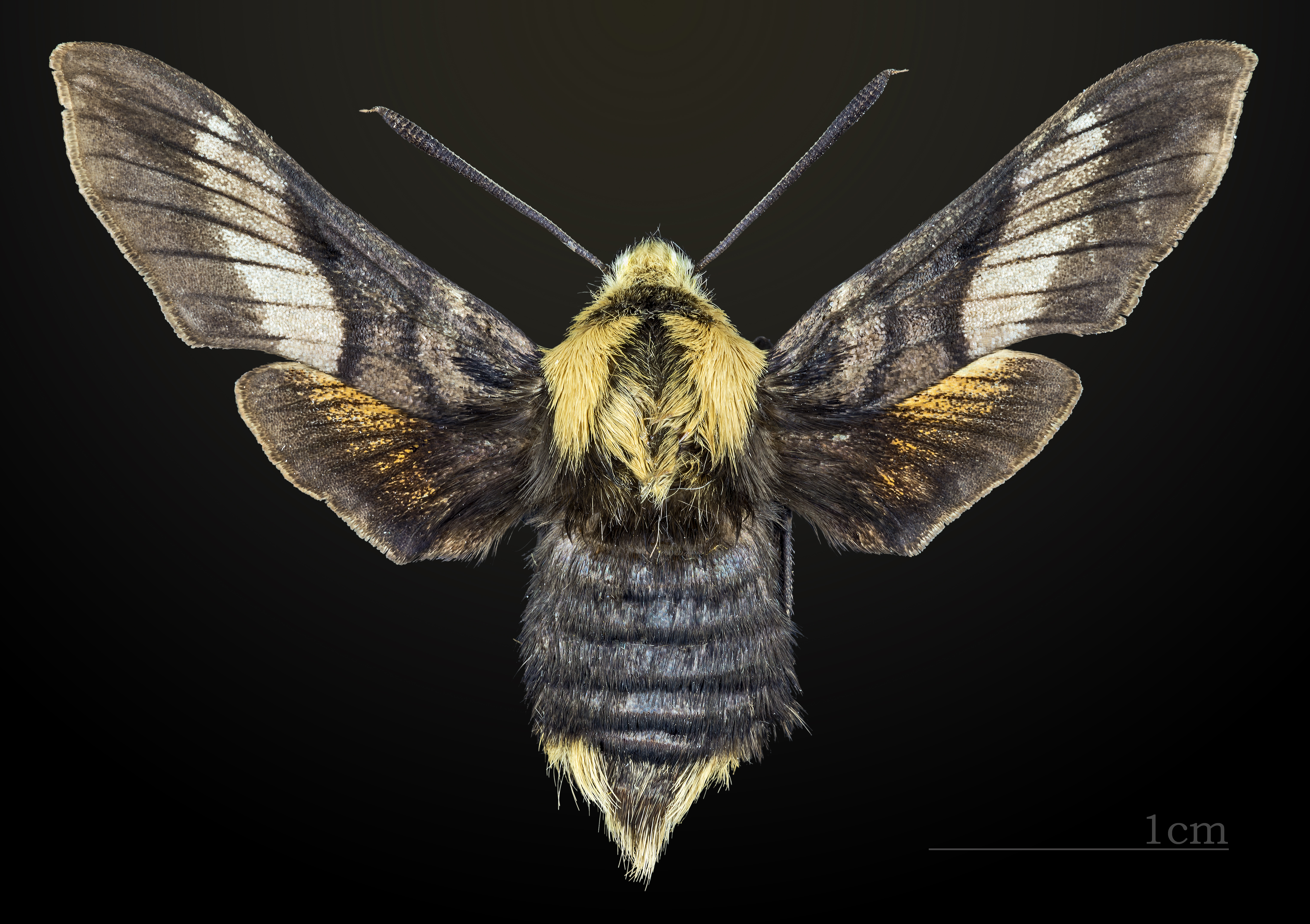
♂
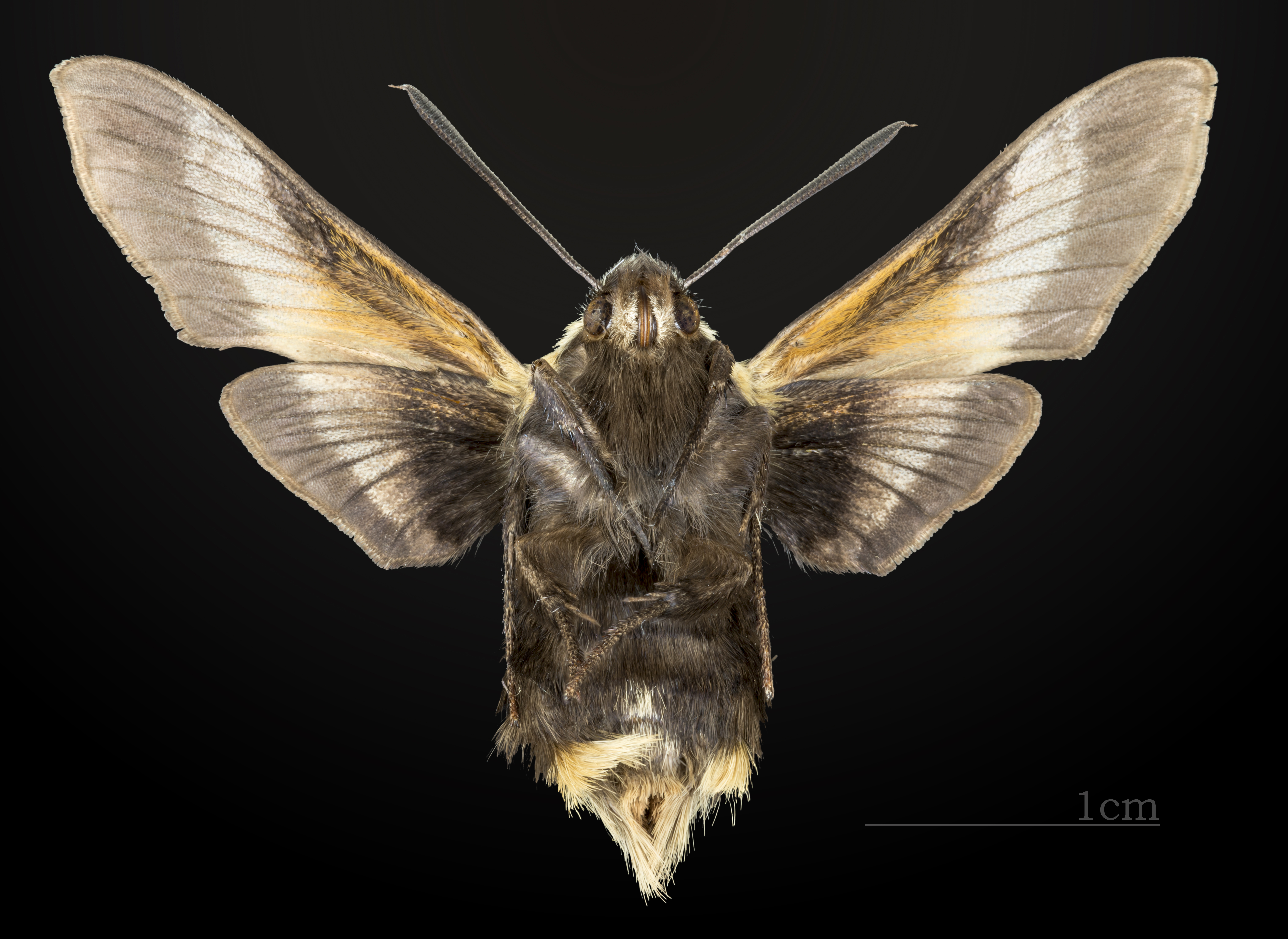
♂ △